# Dallara 188
La Dallara 188 è una monoposto da competizione costruita dalla Dallara Automobili, commissionata dalla BMS Scuderia Italia per gareggiare nel campionato mondiale di Formula 1 1988.
È stata la prima vettura di Formula 1 costruita dalla factory di Varano de' Melegari.

## Il contesto
La Dallara 188, detta anche BMS Dallara 188 o Dallara BMS 188 (talvolta il numero 188 è preceduto da una F), è una vettura la cui gestazione risultò essere più lunga del previsto in quanto i vertici della Scuderia Italia non avevano ancora esperienza nella massima serie.
La decisione di esordire in Formula 1 venne presa nell'estate del 1987 tra luglio ed agosto, successivamente vi fu un importante riorganizzazione interna all'azienda con la costituzione di una nuova business unit, creata ad-hoc per partecipare al mondiale di Formula 1.
Una volta preparata la nuova struttura, Giuseppe Lucchini (proprietario del team bresciano) contattò la Dallara per la realizzazione del telaio.
La scelta non fu casuale visti gli ottimi rapporti tra il patron della scuderia e Gianpaolo Dallara.
Tuttavia fino a quel momento la Dallara non aveva mai progettato ne costruito auto di Formula 1, ma al massimo di Formula 3000.
Gianpaolo Dallara in persona prima di dar vita alla sua azienda, aveva progettato solo una vettura di Formula 1, la De Tomaso 505 gestita dalla scuderia di Frank Williams.
Ma questo accadde nel 1970 ossia 17 anni prima della 188, una vettura completamente diversa sia aerodinamicamente che meccanicamente, la quale non poteva rinunciare a materiali esotici (la 505 era una monoscocca in alluminio), sospensioni sofisticate e linee aerodinamiche molto più raffinate.
Quindi per via di una commessa arrivata tardi e di strutture non pensate per costruire una Formula 1, la Dallara impiegò più tempo del previsto per completare il suo prototipo, anche se nonostante tutto aveva già a disposizione una galleria del vento (realizzata già nel 1980, cosa che non tutti i team di Formula 1 potevano vantare).

## Tecnica
La 188 venne progettata dall'ingegnere argentino Sergio Rinland, che aveva già avuto esperienze in Formula 1, soprattutto alla Brabham.
Tuttavia la 188 non aveva molto in comune con i suoi lavori precedenti.
La 188 era la tipica auto di Formula 1 degli anni ottanta, un progetto abbastanza convenzionale anche se non le mancavano piccoli dettagli che le davano una sua personalità. Le sospensioni anteriori e posteriori erano del tipo pull-rod, soluzione canonica per quegli anni. I progettisti utilizzavano questo schema perché permetteva di avere un baricentro molto basso, nella 188 questo aspetto era molto marcato infatti anche il muso della macchina era molto basso, addirittura se si osservano le pance laterali si nota che sono più basse anche dei montanti delle ruote anteriori.
Il muso come detto era molto basso, ma anche decisamente stretto, forse il più esasperato sotto questo profilo nel 1988.
Questo elemento presentava analogie con quello della Ferrari F1-87/88C, anche se più estremizzato, sinuoso e appuntito.
La 188 non utilizzava un motore turbo (l'88 è stata l'ultima stagione in cui questo era consentito), ma un motore aspirato da 3500cc il Ford Cosworth DFZ ad otto cilindri. Perciò rispetto alle vetture turbo, ma anche rispetto agli altri aspirati, sia l'ala posteriore che il profilo estrattore non avevano dimensioni così generose. Sulle macchine turbo era una caratteristica necessaria per stabilizzare il retrotreno in modo da controllare la coppia molto elevata di quei motori tramite deportanza alare ed effetto suolo, ma la 188 che utilizzava un motore aspirato non ne aveva bisogno.
Invece era molto più ampia la superficie dell'ala anteriore, di tipo biplano e con bandelle laterali di grandi dimensioni. L'ala era abbastanza alta rispetto al terreno e le bandelle molto vicine al suolo, per generare un effetto Venturi quanto più alto possibile. Questo schema e questo concetto è stato ripreso ed esasperato sulle Dallara di Formula 1 fino al 1992, con l'introduzione del muso semi-rialzato nel 1991, seguendo la nuova scuola introdotta dalla Tyrrell 019 nel 1990. Inoltre le bandelle dell'ala anteriore erano doppie in ogni lato, in modo da allineare i flussi alle bocche delle pinze freno, ma anche offrire più stabilità in curva. Anche questa è una caratteristica delle Dallara, anche se verrà accantonata in Formula 1, ma ripresa sulla serie IR della Indycar.
Le pance laterali come detto erano molto basse, questo non consentiva delle bocche di raffreddamento molto grandi a discapito dello smaltimento termico, infatti in molte gare (soprattutto quelle più torride) la vettura correva senza un componente del cofano motore che serviva come riparo aerodinamico per i tromboncini di aspirazione del motore. Le pance inoltre non erano completamente a filo di terra ma nel primo tratto, nella parte inferiore avevano una sorta di scalino che negli ultimi due terzi si raccordava al fondo vettura. Anche questa era una soluzione usata da molte scuderie dell'epoca, il cui scopo era ridurre il più possibile la zona in cui lo strato limite creava attriti eccessivamente elevati. Con l'andatura convergente di questa sorta di condotto esterno veniva accelerato lo strato limite, che nei circuiti meno dissestati quasi scompariva sotto il fondo dato che le macchine erano molto basse. Ma con l'utilizzo delle sospensioni pull-rod, erano anche molto nervose e non era possibile utilizzare set-up ulteriormente rigidi e ribassati, dunque questo disegno era molto funzionale anche se tradizionale. Infine le pance si raccordavano alle sospensioni posteriori col classico disegno a forma di bottiglia di Coca-Cola.

## Risultati
La scuderia Italia non aveva molte finanze ma poteva contare sulla'appoggio dell'istituto di credito FIN-ECO, nonché della Marlboro.
Questo fu molto importante per consentirle di comprare un ulteriore telaio dato che la 188 non era pronta per esordire in tempo, ma per via degli obblighi contrattuali con la FIA avrebbe comunque dovuto schierare almeno una vettura in ogni Gran Premio.
In Brasile (prima gara del mondiale) corse con una Dallara 3087, la quale era una vettura di Formula 3000 che venne leggermente modificata per ottemperare agli obblighi dei regolamenti tecnici delle vetture di Formula 1.
La 3087 schierata dalla Scuderia Italia è stata anche l'ultima vettura a prendere parte al mondiale di Formula 1, pur non essendo un'auto di questa categoria. Come da previsione la 3087 guidata dal solo Alex Caffi (che era l'unico pilota del team), non riuscì a superare lo scoglio delle prequalifiche. Il suo tempo fu di diciotto secondi superiore a quello di Ayrton Senna, che partì in pole position con la McLaren Honda Mp4/4.
C'è da dire che la 3087, oltre ad avere una telaistica inferiore a quella delle Formula 1, usava anche il motore Ford Cosworth DFV, il quale era un aspirato di 3000 cm³, contro i 3.500 cm³ delle Formula 1 aspirate, e disponeva di poco più di 500 cavalli contro i quasi 600 degli aspirati di Formula 1.
Nel seguente Gran Premio di San Marino, sul circuito di Imola, la Scuderia Italia poté far esordire la 188. Questa volta la vettura utilizzava anche un motore 3500 cm³ il Ford Cosworth DFZ pensato per un impiego in Formula 1. Caffi si classifica tranquillamente per la gara occupando la 24 delle 26 posizioni disponibili. In prova la 188 è circa 4 e 6 decimi più veloce delle auto immediatamente dietro, la Zakspeed pilotata da Ghinzani e la Euro-Brun guidata Modena. Tuttavia Caffi è costretto al ritiro per un'avaria al cambio dopo soli 29 minuti di gara, anche se il suo passo non era molto veloce, infatti il miglior giro in 1'36"285 lo colloca al penultimo posto dei giri più veloci in gara.
Tuttavia l'annata non andò così male dato che la 188 e la Scuderia Italia erano tutti esordienti. La 188 prese parte a 15 gare su 16 dato che la prima venne disputata dalla 3087, e si qualificò a tutte le gare tranne il Gran Premio del Canada quando non passò le prequalifiche. In qualifica si piazzava quasi costantemente entro i primi venti, e riuscì ad ottenere il decimo posto sulla griglia in Ungheria come miglior risultato. In gara invece concluse solo sette volte su quindici con il settimo posto nel Gran Premio del Portogallo come miglior piazzamento, ad un solo posto dal primo utile per ottenere punti iridati. Purtroppo nell'arco dell'anno vennero pagati l'inesperienza ed alcuni problemi di inaffidabilità, Caffi si ritirò per essere finito in testacoda a Monaco e Suzuka, mentre nelle altre corse si verificarono cedimenti o surriscaldamenti di cambio, freni e motore.

## Risultati in Formula 1
| Anno | Team            | Motore | Gomme | Piloti |  |     |     |     |     |   |    |    |    |     |   |     |   |    |     |     | Punti | Pos. |
| ---- | --------------- | ------ | ----- | ------ |  | --- | --- | --- | --- | - | -- | -- | -- | --- | - | --- | - | -- | --- | --- | ----- | ---- |
| 1988 | Scuderia Italia | Ford   | G     | Caffi  |  | Rit | Rit | Rit | NPQ | 8 | 12 | 11 | 15 | Rit | 8 | Rit | 7 | 10 | Rit | Rit | 0     | —    |